# ZUK Mobile
ZUK Mobile est une entreprise chinoise de fabrication de smartphones fondée en mai 2015, en collaboration avec Lenovo et Qihoo 360. Elle est basée à Shenzhen, province du Guangdong et à  Pékin, en Chine. 
L'entreprise est connue pour avoir commercialisé la version Z1, alimenté par CyanogenMod 12.1 avec Android 5.1.1 "Lollipop" activé avec USB Type-C.

## Produits
- Z1 (dévoilé en 11 août 2015, sorti le 23 septembre 2015)[3]
- Z2 (sortie prévue en janvier 2016; avec un Qualcomm Snapdragon 820 intégré) [4]
- Z2 Pro (sorti en avril 2016)
- Edge (sorti en janvier 2017)